# Gaïacol
Le gaïacol ou guaiacol est un composé aromatique naturel de formule C7H8O2. Constitué d'un cycle benzènique disubstitué aux positions 1 et 2 par un groupe méthoxyle (anisole) et de un groupe hydroxyle (phénol),  c'est l'un des trois isomères du méthoxyphénol. C'est un métabolite secondaire contenu dans les guaiacums, et qu'on  trouve aussi dans la créosote de bois (présent dans la fumée de bois car produit de la combustion de la lignine). Liquide ou solide selon la température, incolore à jaunâtre, il noircit rapidement à la lumière et à l'air.
Le gaïacol fut isolé pour la première fois par Ascanio Sobrero (le découvreur en 1847 de la nitroglycérine) à partir des produits de la distillation sèche du bois de gaïac. On en trouve aussi dans les goudrons de bois notamment celui de hêtre.

## Utilisation
Le guaiacol est utilisé en médecine comme expectorant, antiseptique ou encore comme anesthésique local. Il est aussi utilisé dans la synthèse de l'eugénol et de la vanilline. Un composé voisin, le 1,2-diméthoxybenzène (ou vératrole), est aussi utilisé en médecine.
Pour ses propriétés de changement de couleur,  il est parfois utilisé comme indicateur dans un certain nombre d'expériences où sont utilisées des enzymes.
Le guaiacol est extrait de la résine des arbres endémiques d'Amérique Centrale du genre guaiacum et ceux d'Amérique du Sud du genre bulnesia. Autrefois le guaiacol était principalement extrait du lignum vitae , c'est-à-dire le bois de gaïac véritable (guaiacum sanctum et guaiacum officinale ), mais actuellement ces espèces étant considérées comme menacées et placées en Annexe II de la CITES dû à la surexploitation, il en résulte que commercialement le bois et la résine de gaïac véritable sont remplacés sous la même dénomination de "gaïac" (voire des dénominations très proches, comme l'appelation anglaise argentinian lignum vitae) par les produits du palo santo (bulnesia sarmentoi) ainsi que du gaïac de Maracaibo (bulnesia arborea). Cependant, il est légalement obligatoire d'indiquer que ces substituts ne sont pas du gaïac véritable ou d'un quelconque autre arbre du genre guaiacum.